# Sainte-Marguerite-Lafigère
Sainte-Marguerite-Lafigère è un comune francese di 81 abitanti situato nel dipartimento dell'Ardèche della regione dell'Alvernia-Rodano-Alpi.

## Società

### Evoluzione demografica
Abitanti censiti